# Ben Katchor
Ben Katchor (New York, 1951) è un fumettista statunitense.

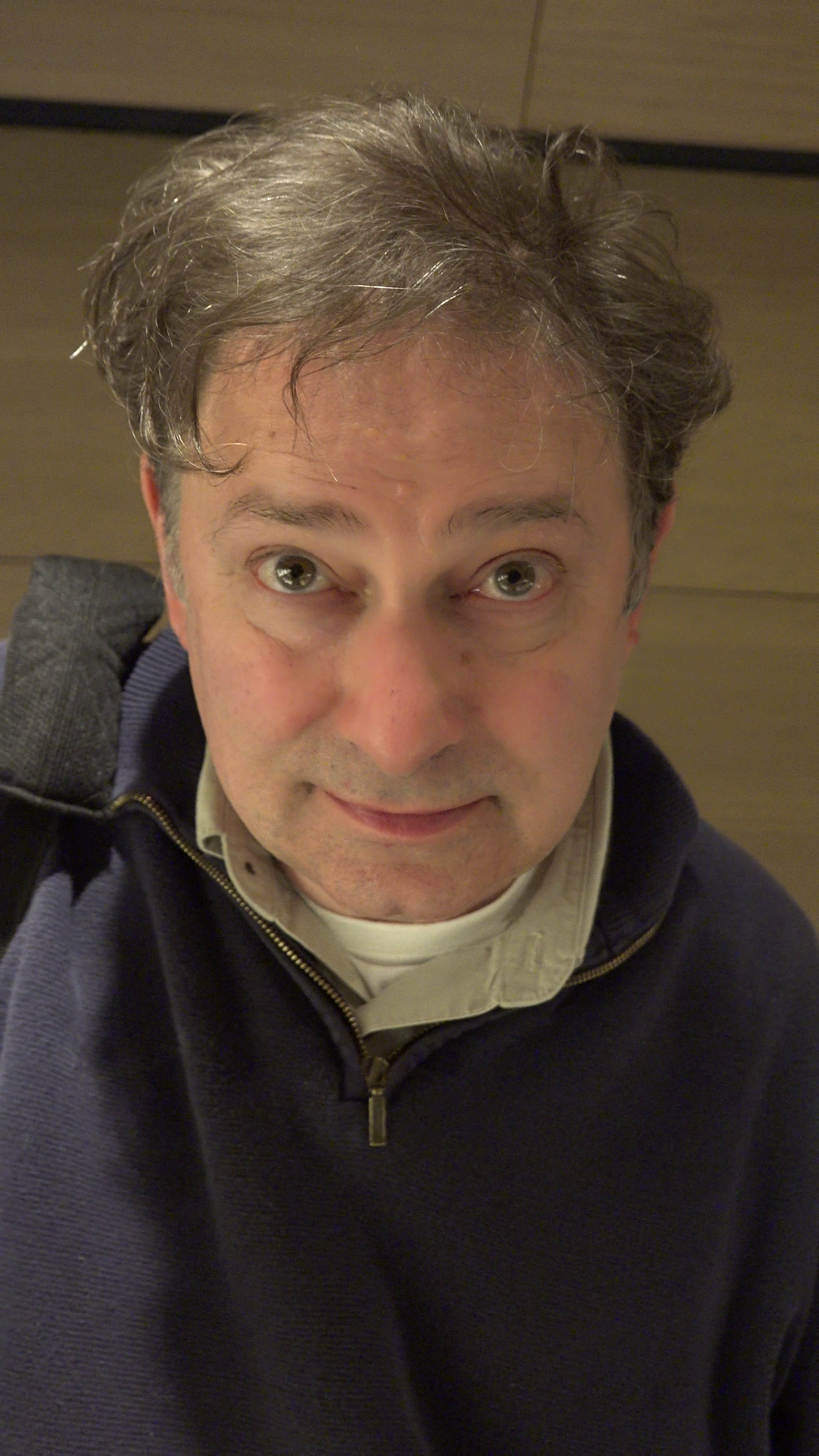

Nel 1993 fu il soggetto di un lungo profilo scritto da Lawrence Weschler nel The New Yorker. Successivamente, ha vinto un Obie Award per la sua collaborazione con Bang on a Can su The Carbon Copy Building, un fumetto basato su suoi testi e disegni che è stato presentato nel 1999. Lo stesso anno è stato il soggetto di Pleasures of Urban Decay un documentario del regista Samuel Ball.
È stato il primo fumettista a ricevere la MacArthur Foundation Fellowship, Katchor ha anche ricevuto la Guggenheim Fellowship ed è membro della Accademia americana a Berlino.
I suoi fumetti sono stati tradotti in italiano, francese e giapponese. Attualmente disegna settimanalmente una striscia, Shoehorn Technique, per The Forward.